# Gélise
La Gélise è un affluente di sinistra della Baïse in Guascogna, nel sud-est della Francia.

## Etimologia
Il nome del fiume deriva da una radice aquitana Jel indicante un corso d'acqua.

## Geografia
Il fiume sorge nel dipartimento di Gers a Cahuzères, al nord di Lupiac, per scorrere verso nord-ovest in direzione di Eauze. Prende le acque del Gabardan nei dintorni di Castelnau-d'Auzan e si biforca verso il nord-est, dove costituisce la frontiera naturale tra la foresta delle Landes de Gascogne e le ondulazioni collinari della Ténarèze e del Pays d'Albret.
S'immette nella Baïse, poco dopo il suo passaggio ai piedi del mulino fortificato di Lavardac, nel Lot e Garonna, dopo un percorso di 92 km..

## Dipartimenti e principali città attraversate
- Gers: Dému, Eauze
- Lot e Garonna: Sos, Poudenas, Mézin, Barbaste

## Idrografia

### Principali affluenti
- (Destra): la Izaute a Sainte-Maure-de-Peyriac, proveniente da Lannepax.
- (Sinistra) la Gueyze a Sos, proveniente da Arx.
- (Destra) l'Auzoue a Mézin, proveniente da Armous-et-Cau.
- (Destra) l'Osse all'altezza di Nérac, proveniente dal plateau de Lannemezan a sud di Miélan.